# Др Никола Крстовић
Др Никола Крстовић (рођен 1974) српски је историчар уметности, музеолог и универзитетски професор. Ванредни је професор на Филозофском факултету Универзитета у Београду на Одељењу за историју уметности. Председник је Националног комитета ICOM Србија од 2019 године.

## Образовање и академска каријера
Крстовић је дипломирао и докторирао историју уметности на Филозофском факултету у Београду. Магистрирао је 2005 године са темом о историји постмодерне архитектуре Европе и САД, а докторирао 2012 године са дисертацијом о музеализацији свакодневног живота.
Од јануара 2018 године је ванредни професор на Семинару за музеологију и херитологију Филозофског факултета у Београду. Гостујући је професор на Филозофском факултету у Љубљани од 2019 године и предавач по позиву на Институту за европске студије Универзитета Јагелонијан у Кракову.

### Наставна делатност
На Филозофском факултету предаје више обавезних и изборних предмета на свим нивоима студија: основним академским студијама (Музеологија, Херитологија, Херитолошке технологије), мастер студијама (Музеологија и херитологија, Музеографија тоталитета) и докторским студијама (Интегративна заштита културног наслеђа, Критичка музеологија).
Његов изборни предмет „Херитолошке технологије" (познат и као „Девет живота кустоса") у завршној години основних студија посвећен је успостављању платформе између музеја, галерија, независних иницијатива и студената.

## Музејска каријера
Крстовић је једанаест година радио у Музеју на отвореном „Старо село" Сирогојно, где је прошао пут од кустоса приправника до музејског саветника. Био је задужен за организацију музејских програма и међународну и међуинституционалну сарадњу.
Захваљујући његовом раду, музеј је као пример добре праксе представљен у Словачкој, Норвешкој, Немачкој, Чешкој, Румунији, Француској, Пољској, Белгији, Америци и Великој Британији.

## Награде и признања
Крстовић је 2017 године проглашен за музејског стручњака године у Србији према ICOM Србија. Награду је добио за резултате постигнуте у Музеју на отвореном „Старо село" у Сирогојну.
Музеј у Сирогојну је под његовим руководством 2012 године добио Европску награду за културно наслеђе за пројекат „Куће Златибора од 19. века до данас", што је било прво такво признање из Србије.

## ICOM Србија
Крстовић је изабран за председника Националног комитета ICOM Србија на ванредној изборној скупштини одржаној 7. октобра 2019 године у Народном музеју у Београду. На тој позицији промовише сарадњу између искусних и млађих колега кроз неформално менторство, као и између главних академских дисциплина и музејских колега различитих спектара музејског и баштинског поља.

## Публикације

### Монографије
Крстовић је аутор неколико монографија, међу којима се истиче:
- „Девет живота кустоса: од музеологије до музеографије" (2022) - научна монографија објављена у издању Универзитета у Београду, Филозофски факултет, Центар за музеологију и херитологију.[9]

- „Музеји на отвореном: Живети или оживети свакодневицу" (2014)[10]

### Академски чланци
Објавио је бројне академске чланке у домаћим и међународним часописима, укључујући:
- „Музеј у кризи: распродаја прошлости" (2023) - Зборник радова Филозофског факултета[10]
- „Музеји и 'одговори' на кризе: моћ слика – слике немоћи" (2021)[10]
- „Colonizing Knowledge: New Museology as Museology of News" (2020) - Prace Etnograficzne[10]

## Истраживачки рад
Сфере његовог научног интересовања су иновативне и критичке кустоске праксе, интерпретативне методологије и концепти, музеји и музеологија, перформативност наслеђа и музеја. Добитник је неколико међународних истраживачких стипендија захваљујући којима се усавршавао у теоријском и практичном смислу у САД, Француској и Пољској.

## Јавна делатност
Крстовић редовно држи јавна предавања и учествује у стручним дебатама. Међу његовим познатијим предавањима су „Лиза и Вићенцо. Колико кошта непроцењиво?" о крађи Мона Лизе из Лувра и „Тарантула у кући – Фабр у музеју" о односу савремене уметности и музеја.